# Face à l'homme blanc
 (août 2020).
 (août 2020).
Face à l'homme blanc, publié en 1965 en langue anglaise sous le titre Going to Meet the Man puis en 1968 pour sa traduction française aux Éditions Gallimard, est un recueil de huit nouvelles écrites par l'écrivain américain James Baldwin. Ce livre, dédicacé à Beauford Delaney, traite de différents sujets relatifs au racisme dont sont victimes les Noirs dans la société américaine et, plus généralement, à la « difficulté d'un Noir à vivre dans l'Amérique » du temps de l'auteur.

## Liste des nouvelles
- Le rocher
- L'excursion
- L'enfant de l'homme
- La condition préalable
- Blues pour Sonny
- Ce matin, ce soir, si tôt
- Les ténèbres extérieures
- Face à l'homme blanc